# Chamarajanagar
Chamrajnagar là một thị xã và là nơi đặt hội đồng thành phố của quận Chamarajanagar thuộc bang Karnataka, Ấn Độ.

## Địa lý
Chamrajnagar có vị trí 11°55′B 76°57′Đ / 11,92°B 76,95°Đ Nó có độ cao trung bình là 662 mét (2171 foot).

## Nhân khẩu
Theo điều tra dân số năm 2001 của Ấn Độ, Chamrajnagar có dân số 60.810 người. Phái nam chiếm 51% tổng số dân và phái nữ chiếm 49%. Chamrajnagar có tỷ lệ 60% biết đọc biết viết, cao hơn tỷ lệ trung bình toàn quốc là 59,5%: tỷ lệ cho phái nam là 65%, và tỷ lệ cho phái nữ là 54%. Tại Chamrajnagar, 12% dân số nhỏ hơn 6 tuổi.